# Grand'Église (Saint-Étienne)
La Grand'Église ou église Saint-Étienne et Saint-Laurent est un édifice religieux gothique construit dans la deuxième moitié du XVe siècle sur le territoire de la commune de Saint-Étienne, dans le département de la Loire, en France. Située au 25, place Boivin, au cœur du quartier historique de la ville, elle appartient à la paroisse catholique Saint-Étienne – Saint-Benoît et au diocèse de Saint-Étienne.

## Histoire

### L'ancienne chapelle Saint-Étienne-de-Furan
La dédicace à saint Étienne permettrait potentiellement de faire remonter la fondation initiale au Ve siècle.
La mention d'une ancienne « chapelle supérieure » dédiée à Saint-Étienne et celle d'un chapelain pourrait indiquer l'existence d'une chapelle antérieure à l'actuelle église paroissiale.
On ignore si l'emplacement de l'église actuelle correspond à celui qui vit initialement la fondation de l'église Saint-Étienne-de-Furan, mentionnée dans l'archiprêtré de Jarez autour de l'an mil, qui donna son nom à la ville de « Saint-Étienne-de-Furan ».
À la fin du XIIe siècle et début du XIIIe siècle, la vaste paroisse s'étendait des sources du Furan à Saint-Priest-en-Jarez. Aux lendemains du conflit ayant opposé le comte de Forez à l'archevêque de Lyon (1030–1173), elle correspondait à une zone pacifiée issue de la permutation de 1173.
Originellement placée sous le patronage du seigneur de Saint-Priest-en-Jarez, vassal indirect du roi des Francs, elle apparaît au lendemain de la scission du Forez et du Lyonnais au milieu d'un ensemble assez dense de lieux que les dispositions de la permutation avait laissé « à la liberté » de l'Église de Lyon.
Un legs de 1310 de Jocerand d'Urgel, seigneur de Saint-Priest-en-Jarez portant donation de cent sols viennois pour la « construction de l'église de Saint-Étienne-de-Furan » atteste un projet de reconstruction préfigurant la construction d'une nouvelle église.
La destruction des archives de Saint-Étienne durant la guerre de Cent Ans n'a laissé que peu de sources antérieures au milieu du XVe siècle permettant de proposer une chronologie de la construction de l'édifice, cette dernière ayant probablement été interrompue par la présence des troupes de mercenaires entre 1359 et 1362[réf. nécessaire].

### L'église Saint-Étienne et Saint-Laurent (XVesiècle)
L'actuelle Grand'Église est construite de 1450 à 1480 sous le double vocable des martyrs Saint Étienne et Saint Laurent. Elle est mutilée et pillée à plusieurs reprises, notamment au cours des guerres de religion (1562 à 1598) puis de la Révolution lors de laquelle elle est transformée en atelier de forge.

## Architecture
La Grand'Église de Saint-Étienne, bâtie en grès houiller est de style gothique forézien. Le chœur qui était en ruine en 1469, a été reconstruit avant 1486 en style gothique flamboyant. 
Le plan en croix latine est composé d'une grande nef centrale de cinq travées flanquée de bas-côtés avec chapelles latérales, un transept non débordant et une abside.

Cette église fait l'objet d'une inscription au titre des monuments historiques depuis le 29 décembre 1949.

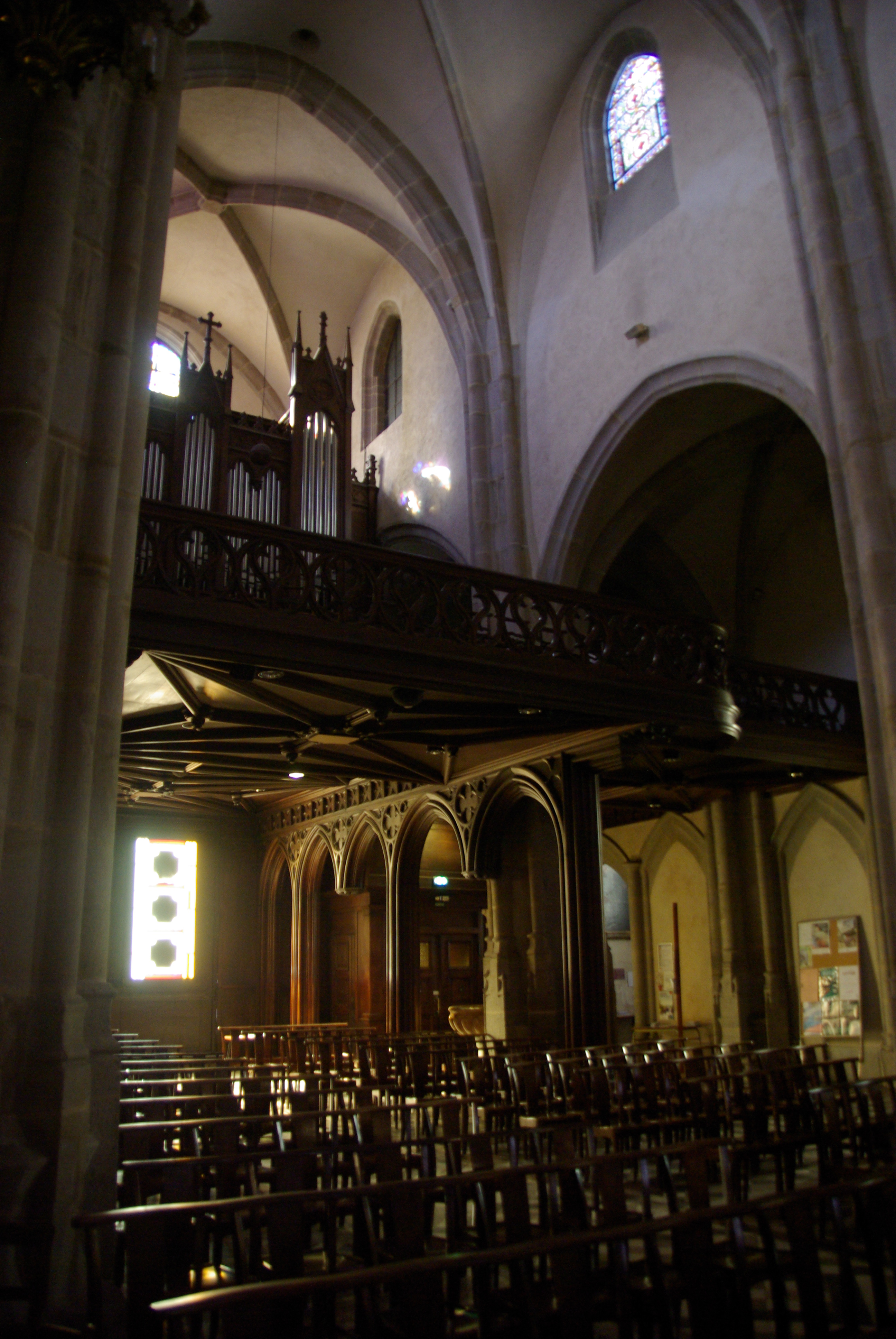
Nef et orgue.
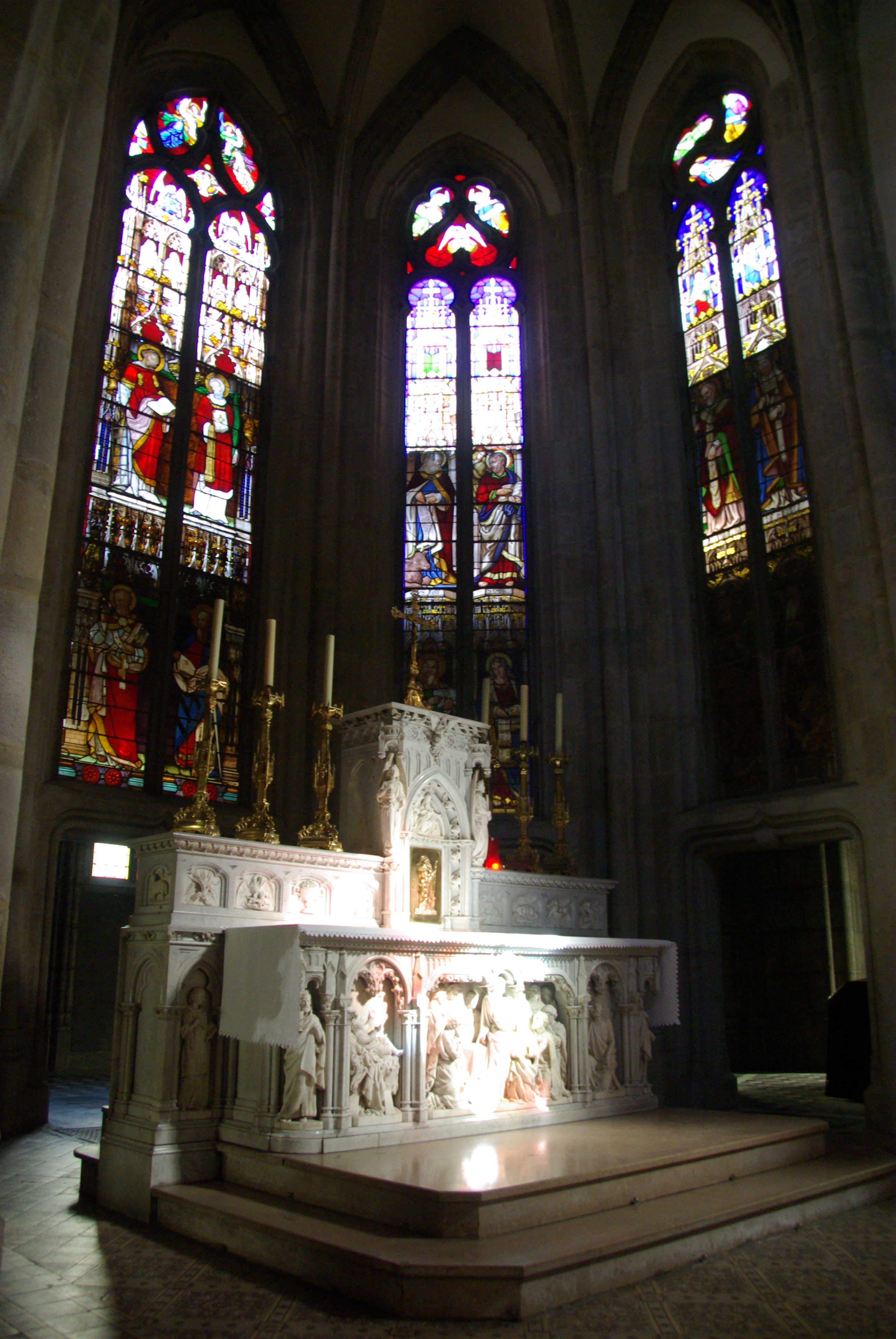
Chœur et autel majeur.

## Mobilier

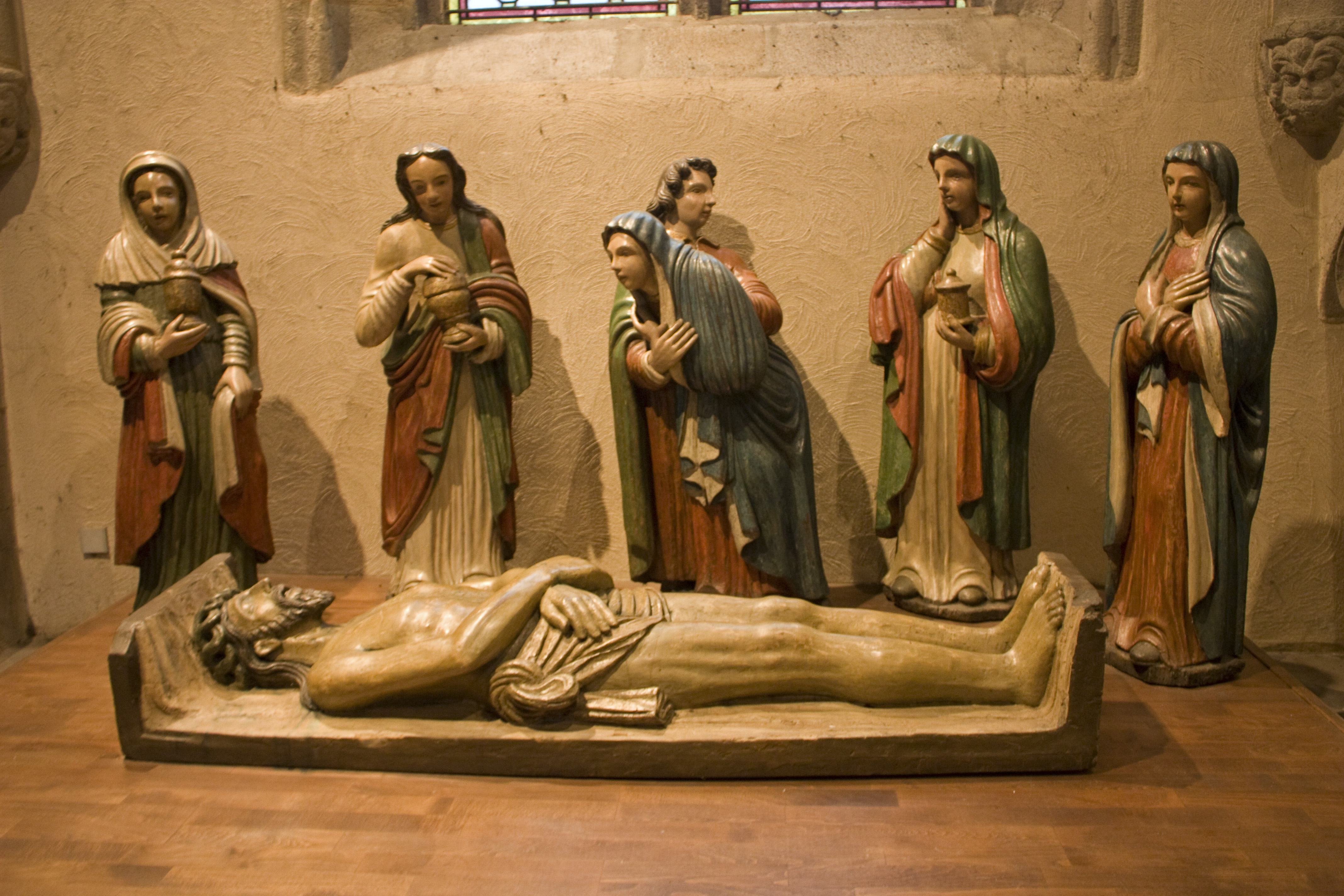
Mise au tombeau, groupe en bois polychrome du XVIIIe siècle.

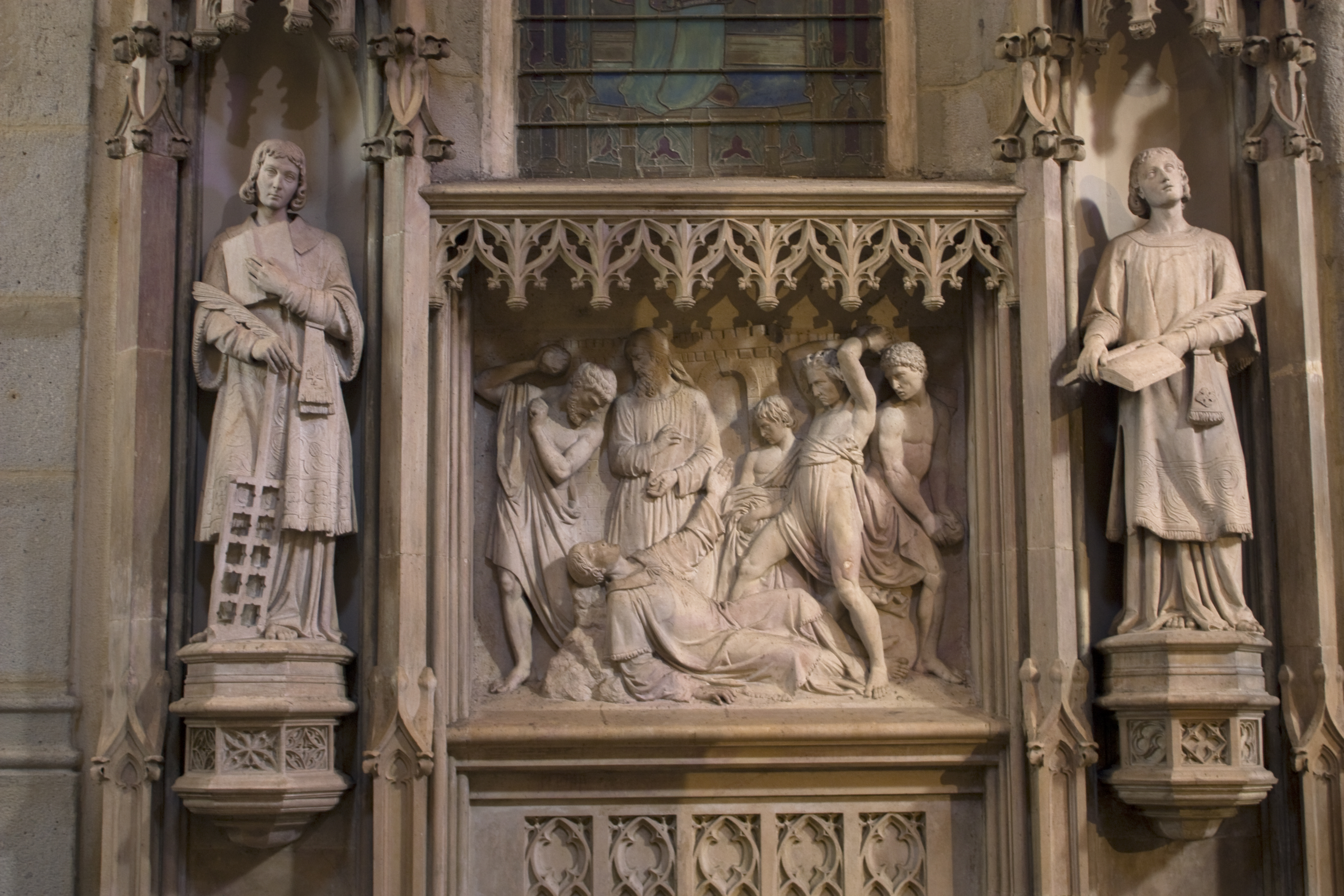
Joseph-Hugues Fabisch (attr.) : Lapidation de saint Étienne, relief en pierre du XIXe siècle.

- Le clocher contient 6 cloches en Sib2 - Mib3 - Fa3 - Solb3 (fixe) - Sol3 - Lab3 ;
- Imposant orgue « Mutin-Cavaillé Coll » de 1922 ;
- Vitraux du chœur, 1840, par le peintre verrier clermontois Émile Thibaud[16] (1806–1896) ;

Sculptures
- Mise au tombeau, XVIe siècle, groupe sculpté en bois polychrome ;
- Lapidation de saint Étienne, XIXe siècle, relief en pierre, flanqué de deux statues, l'ensemble attribué à Joseph-Hugues Fabisch (1812–1886). Les statues sont identifiables comme saints diacres martyrs, par leurs habits et attributs (dalmatique et livre des évangiles du diacre, palme du martyre) : à gauche saint Laurent de Rome, archidiacre auprès du pape Sixte II à Rome appuyé sur le gril de son martyre ;
- Vierge à l'Enfant, 1861, en marbre blanc créée par le sculpteur stéphanois Étienne Montagny[17] (1816–1895) qui est également l'auteur de la Vierge à l'Enfant monumentale qui couronne la chapelle Notre-Dame-de-Bon-Secours située au sommet de la colline des Pères ;

Peintures
- Vœu de la Ville, réalisé en souvenir du vœu prononcé par les échevins de Saint-Étienne le 21 novembre 1629, demandant à la Vierge Marie de protéger la ville de la peste, et promettant une procession tous les 21 novembre (fête de la présentation de la Vierge) en son honneur, attribué selon les sources à Antoine Reynard[18] (mort à Saint-Étienne en 1669) ou à Louis-François Staron[19] (1679–1741)[20].

## Curés de la paroisse de Saint-Étienne
- Colomb de Curnieu, vers le commencement du XIVe siècle[21] ;
- Jocerand Durgel de la Chabaudière, au milieu du XIVe siècle, apparenté à la famille des seigneurs de Saint-Priest[21] ;
- Antoine Blein le jeune, considéré comme fondateur de la société primordiale des prêtres de Saint-Étienne (1475)[21] ;
- Léonard Janier, curé de la paroisse de Saint-Étienne de Furan en 1564, pendant les guerres de religion, théologien et auteur d'ouvrages de piété[21],[22] ;
- Pierre Harenc de la Condamine, nommé curé en 1587, sous l'administration duquel est érigé, en avril de cette même année, la chapelle Sainte-Barbe[23] sur le « Mont d'Or » qui devient ainsi « colline Sainte-Barbe » ;
- Antoine de Moranvillers, curé de 1597 à 1625 ; originaire de Picardie, religieux de l'ordre de Saint-Augustin et docteur en théologie de la faculté de Paris sous l'administration duquel sont fondées les maisons des Minimes, des Capucins, de Sainte-Catherine et de la Visitation[21] ;
- Léonard Chauvin qui dissipe une émeute en 1632[21] ;
- Jacques Toizac, mort en 1643 de la peste, contractée en soignant des malades, inhumé au hameau de la Montat (actuelle place Fourneyron) dans l'ancienne chapelle Notre-Dame-de-Consolation (détruite) où les restes de sa sépulture sont découvertes en 1862 lors de travaux de voirie, puis déplacées en 1866 dans une des chapelle de la Grand'Église[21] ;
- Guy Colombet (1632–1708), curé à partir de 1664 et pendant quarante ans. Fils d'un notaire franc-comtois, docteur en théologie, professeur de philosophie à Paris, fondateur, à Saint-Étienne, de six petites écoles du peuple, des hospices de la Providence et de la Charité, il encourage aussi la charité chrétienne privé en soutenant la création de l'œuvre des dames de Miséricorde de Saint-Étienne qui assure l'assistance et les visites aux nécessiteux et malades. Inhumée dans l'ancienne chapelle Notre-Dame-de-Consolation de la Montat (détruite), ses ossements y sont découvertes en 1862, ramenés dans son église et déposés dans une des chapelles en 1866[21] ;
- Pierre Thevenet, né à Lyon, docteur en Sorbonne, prend possession de la cure en 1732.